# Krasîlivka, Novohrad-Volînskîi
Krasîlivka (în ucraineană Красилівка) este localitatea de reședință a comunei Krasîlivka din raionul Novohrad-Volînskîi, regiunea Jîtomîr, Ucraina.

## Demografie
Componența lingvistică a localității Krasîlivka
     Ucraineană (99,43%)
     Alte limbi (0,57%)
Conform recensământului din 2001, majoritatea populației localității Krasîlivka era vorbitoare de ucraineană (99,43%), existând în minoritate și vorbitori de alte limbi.